# Protestas en Japón de 2018-2019
Las protestas en Japón de 2018-2019 fueron una serie de manifestaciones y protestas en todo el país entre mayo de 2018 y junio de 2019 contra el gobierno de Shinzo Abe. Las protestas serían los levantamientos rurales y nacionales más masivos y más grandes de Japón. Las primeras protestas en Japón fueron contra el gobierno de Shinzo Abe y los agravios económicos de las áreas más pobres de Japón. Los manifestantes fueron recibidos con gas lacrimógeno y fueron detenidos. Miles de personas participaron en las protestas masivas en mayo-julio de 2018 y en el movimiento de protesta nacional contra la violación en octubre de 2018 y julio de 2019 después de la violación de una niña en 2018. Cientos de personas fueron golpeadas o heridas en los enfrentamientos en 2019 y, sin embargo, es el más pacífico en Japón desde 1995.